# Nyomdászírók Erdélyben
Nyomdászírók Erdélyben – Az irodalom ugyan nem tagolható a szerzők foglalkozása szerint, mint jelenség a nyomdászat és az írók kapcsolatában mégis számba vehető az esetleges egybeesés. Éppen Erdélyben hivatkozhatunk Heltai Gáspárra, aki mint író 1550-től kezdve saját "műhelyében" készítette elő a magyar helyesírás megalapozásának gondjával a maga kiadványait. Misztótfalusi Kis Miklós a XVII. század legnagyobb erdélyi nyomdásza szintén maga nyomtatta ki írásait. A fejlődő nyomdászat ugyan hovatovább elválasztotta egymástól az irodalmi alkotást s annak sajtó vagy könyv formájában való megörökítését, a nyomdászírók adataiból azonban példák adódnak szerző és szedő azonosságára.

## 1918 után
Ilyen példa a Bakai László írói néven fellépő Jakab László szilágysomlyói nyomdászmester, akinek Összetört életek c. emlékirata az általa kezdeményezett Erdélyi Családi Könyvtár 1. számaként jelent meg 1928-ban. A brassói Gecse Sándor is maga készítette nyomásra Vérző milliók örömös vágya c. verseskötetét 1931-ben. Saját szedésben jelentette meg Baricz Ábrahám József, a bukaresti Nyomdaipari Vállalattól szakszervezeti fellépése miatt elbocsátott munkás Láncravert hangok – elmerült álmok c. verseskötetét (Csíkszereda, 1932). Temesvárott Grosz Ferenc vált nyomdász voltában is újságíróvá az 1960-as években; Lamanesz Attila nagyváradi nyomdász is hol társadalomrajzi riporttal, hol verseivel és román, orosz, francia és német költők fordításaival szerepelt a Typographia, Népakarat, Új Élet hasábjain; Asztalos Lajos kolozsvári nyomdász eszperantó közvetítéssel fordított katalán, spanyol, portugál, izlandi irodalmat, s 1990 után nemcsak a Szabadságban közölt kolozsvári utcanévtörténeti sorozata, de társszerzésben írt Kőbe írt Kolozsvár c. könyve (Kolozsvár, 1996) révén is megbecsültté vált.
Ismert nyomdászíró volt Krizsó Kálmán is, aki a maga proletár versei, betűről, könyvről, képről és könyvjegyről szóló kötetei mellett megírta az erdélyi nyomdászat történetét. Mint lapszerkesztő és könyvkiadó is jelentős munkát végzett Morvay Zoltán marosvásárhelyi nyomdász, aki nemcsak regényíró és színdarabszerző, hanem az Erdélyi Könyvbarátok Társasága megszervezője is. Szakmájában jeleskedik mint szakíró L. Lengyel Sándor kolozsvári nyomdász és nyomdatulajdonos A tervezőnyomdász vonal- és formarendje (Kolozsvár, 1946) c. munkájával. Nyomdászból vált szerzővé a németül és magyarul egyaránt író Hans Mokka, s Forrás-szerzőként kezdte nyomdászírói pályáját Szele Péter Győzni (1969) c. kötetével. A nagyváradi Nikolits Árpád nyomdásztechnikus színmű-, novella- és regényíróként vált ismeretessé.